# Уговор о антибалистичким ракетама
Уговор о антибалистичким ракетама ( АBM Treaty или ABMT ) (1972–2002) је био уговор о контроли наоружања између Сједињених Држава и Совјетског Савеза о ограничењу система против балистичких ракета (АБМ) који се користе у одбрани подручја од балистичких пројектила. - лансираниог нуклеарног оружја . Намера је била да се смањи притисак да се направи више нуклеарног оружја. Према условима споразума, свака страна је била ограничена на два АБМ комплекса, од којих је сваки требало да буде ограничен на 100 антибалистичких пројектила. 
Потписан је 1972. године и био је на снази наредних 30 година. 1997. године, пет година након распада Совјетског Савеза, четири бивше совјетске републике сложиле су се са Сједињеним Државама да наследе улогу СССР-а у споразуму. Наводећи ризик од уцене нуклеарним оружјем, Сједињене Државе су се повукле из споразума у јуну 2002, што је довело до његовог раскида.

## Позадина
Током касних 1950-их и до 1960-их, Сједињене Државе и Совјетски Савез су развијали ракетне системе са способношћу да обарају бојеве главе интерконтиненталних балистичких пројектила (ИЦБМ). Током овог периода, САД су сматрале одбрану САД делом смањења укупне штете нанете потпуном нуклеарном разменом. Као део ове одбране, Канада и САД су успоставиле Северноамеричку команду противваздушне одбране (сада названу Северноамеричка команда ваздушно-космичке одбране).
До раних 1950-их, америчка истраживања о ракетном систему Nike Zeus су се развила до тачке у којој би мала побољшања омогућила да се користи као основа оперативног АБМ система. Започеt је рад на пару кратког домета, велике брзине познатом као Спринт да би обезбедио одбрану за саме АБМ локације. До средине 1960-их, оба система су показала довољно обећања да започну развој селекције базе за ограничени АБМ систем назван Сентинел. Године 1967. САД су објавиле да ће Сентинел бити смањен на мањи и јефтинији Сафегуард. Совјетска доктрина је позвала на развој сопственог АБМ система и повратак стратешком паритету са САД. То је постигнуто оперативним постављањем система А-35 АБМ и његових наследника, који су оперативни до данас.
Развој вишеструких независно циљаних система возила за поновно улазак ( МИРВ) омогућио је једном ИЦБМ-у да испоручи чак десет одвојених бојевих глава истовремено. Одбрамбени систем АБМ могао би бити претрпан огромним бројем бојевих глава.  Надоградња да би се супротставила додатним бојевим главама била би економски неизводљива: браниоцима је била потребна једна ракета по долазећој бојевој глави, док су нападачи могли поставити 10 бојевих глава на једну ракету по разумној цени. За даљу заштиту од АБМ система, совјетске ракете МИРВ су биле опремљене мамацима; тешке ракете Р-36М носиле су чак 40. Ови мамци би изгледали као бојеве главе за АБМ, што би ефективно захтевало ангажовање пет пута више циљева и чинило одбрану још мање ефикасном.

## Уговор о АБМ
Сједињене Државе су први пут предложиле споразум о антибалистичким пројектилима на Самиту у Гласбору 1967. током дискусија између америчког секретара одбране Роберта Мекнамаре и председавајућег Савета, министара Совјетског Савеза Алексеја Косигина . Мекнамара је тврдио и да би одбрана од балистичких пројектила могла да изазове трку у наоружању и да би могла да изазове први удар на нацију која се брани. Косигин је одбацио ово резоновање. Покушавали су да минимизирају број нуклеарних пројектила у свету. Након предлога Сентинел и Сафегуард одлука о америчким АБМ системима, преговори о ограничењу стратешког наоружања почели су у новембру 1969. (САЛТ И). До 1972. постигнут је споразум о ограничавању стратешких одбрамбених система. Свакој земљи су била дозвољена два места на којима би могла да базира одбрамбени систем, један за главни град и један за силосе ИЦБМ.
Уговор су потписали током самита у Москви 26. маја 1972. председник Сједињених Држава Ричард Никсон и генерални секретар Комунистичке партије Совјетског Савеза Леонид Брежњев ; и ратификован је од стране америчког Сената 3. августа 1972. године.
Протокол из 1974. смањио је број места за одбрамбени систем на један по држави, углавном зато што ниједна земља није развила другу локацију. Локације су биле Москва за СССР и заштитни комплекс Северне Дакоте за САД, који је већ био у изградњи.

### Ракете ограничене уговором
Уговор је ограничио само АБМ способне за одбрану од „стратешких балистичких пројектила“, без покушаја да се дефинише „стратешки“. Разумело се да су и ИЦБМ и СЛБМ очигледно „стратешки“.  Ниједна земља није намеравала да заустави развој контра-тактичких АБМ. Тема је постала спорна чим је већина моћних контра-тактичких АБМ-а почела да буде способна да обара СЛБМ-ове (СЛБМ-ови су природно склони да буду много спорији од ИЦБМ-а), али су обе стране наставиле са развојем контра-тактичких АБМ-а. 

## Након саопштења Стратешко-дефанзивне иницијативе (СДИ)
Роналд Реган је 23. марта 1983. најавио Стратешку одбрамбену иницијативу, истраживачки програм одбране од балистичких пројектила који би био „у складу са нашим обавезама према Уговору о АБМ“. Реган је био опрезан у погледу међусобног одвраћања са оним што је недавно назвао „ Империјом зла “, и желео је да побегне од традиционалних граница узајамног осигураног уништења .  Пројекат је био ударац „мировној офанзиви“ Јурија Андропова . Андропов је рекао да је "време да [Вашингтон] престане да смишља једну опцију за другом у потрази за најбољим начином за покретање нуклеарног рата у нади да ће га добити. Урадити ово није само неодговорно. То је лудило“.
Без обзира на противљење, Реган је дао све назнаке да СДИ неће бити коришћен као преговарачки инструмент и да ће Сједињене Државе учинити све што је у њиховој моћи да изграде систем. Совјети су били угрожени јер су Американци могли да учине могућим први нуклеарни удар. У Нуцлеар Предицамент, Бецкман тврди да је један од централних циљева совјетске дипломатије био укидање СДИ. Изненадни напад Американаца би уништио већи део совјетске ИЦБМ флоте, што би омогућило СДИ-у да порази „разбарушени“ совјетски одговор. Штавише, ако би Совјети одлучили да уђу у ову нову трку у наоружању, они би додатно осакатили своју економију. Совјети нису могли да приуште да игноришу Реганов нови подухват, па је њихова политика у то време била да уђу у преговоре са Американцима. До 1987, међутим, СССР је повукао своје противљење, закључивши да СДИ не представља претњу и научно „никада неће радити“.
Истраживање СДИ је настављено, иако није постигло очекивани резултат. Истраживања СДИ су прекинута након завршетка Регановог председништва, а 1995. године је у заједничкој председничкој изјави поновљено да „могу бити распоређени системи за одбрану од ракета... који неће представљати реалну претњу стратешким нуклеарним снагама друге стране и неће бити тестиран да... створи ту способност." Ово је поново потврђено 1997. године.

## Преговори о противракетној одбрани
Уговор о АБМ забрањивао је „Националну ракетну одбрану“ (НМД), али су га неки тумачили тако да дозвољавају ограниченије системе назване „Театрална одбрана од ракета“ (ТМД). То је зато што је члан 2 уговора дефинисао „АБМ системе“ као оне који „супростављају стратешким пројектилима“, који се обично дефинишу као они са „интерконтиненталном способношћу“. Стога, тврде присталице ТМД-а, споразум не забрањује системе који се бране од супротстављања бојишним балистичким ракетама . САД су већ развиле и користиле такве системе, укључујући ракету Патриот током Заливског рата .
Проблем је настао јер би ТМД системи такође потенцијално могли да се супротставе стратешким балистичким пројектилима, а не само балистичким пројектилима за позориште. Клинтонова администрација је 1993. године започела преговоре са Русима о изменама и допунама споразума. После много дискусија, председници Клинтон и Борис Јељцин потписали су додатак уговору 9. септембра 1997. године. Према овим новим споразумима, споразум је дозвољавао одбрамбеним ракетним системима да имају брзину до 5 km/s све док није тестиран против циљева који путују брже од 5 km/s.
Споразум из 1997. на крају је ратификовао руски парламент 4. маја 2000. (заједно са споразумом СТАРТ II ). Међутим, томе су се у америчком Сенату успротивили неки републикански сенатори предвођени Џесијем Хелмсом . Као резултат тога, Клинтонова никада није поднела споразум Конгресу, плашећи се да ће Хелмс одложити њихову ратификацију или је потпуно поразити.

## После распада СССР-а; Сједињене Државе и Русија
Иако је Совјетски Савез престао да постоји у децембру 1991. године, према мишљењу америчког Стејт департмента, споразум је остао на снази. Русија је потврђена као држава наследница СССР у јануару 1992. Белорусија и Украјина су третиране као наследници на конференцији за преглед АБМ у октобру 1993. године, а Казахстан је додат као наследник убрзо након тога. Белорусија, Украјина и Казахстан постале су редовни учесници састанака АБМ уговора познатих као Сталне консултативне комисије. Додатни меморандум о разумевању припремљен је 1997. године, којим се успостављају Белорусија, Казахстан, Руска Федерација и Украјина као државе наследнице Совјетског Савеза, за потребе споразума. САД су разматрале само проширење обавеза на ове земље, а не на све, јер само оне имају значајну АБМ имовину. Пошто је споразум о АБМ дозвољавао само једно распоређивање АБМ, Стејт департмент је сматрао да ће само један АБМ систем бити колективно дозвољен између Русије, Украјине, Казахстана и Белорусије.
У Сједињеним Државама се водила дебата о томе да ли је након распада СССР-а Уговор о АБМ и даље био на снази. Месец дана након распада СССР-а, председник Џорџ Старији Буш је потврдио Уговор о АБМ и сматрао Русију наследницом СССР-а. Русија је такође прихватила Уговор о АБМ. Касније ће председник Клинтон потврдити валидност уговора, као и председник Џорџ В. Буш  (пре него што га је раскинуо). Међутим, неки Американци (углавном конзервативни републиканци  ) су тврдили да уговор није на снази јер СССР није имао државу наследницу. Ово је сматрано недоследним, јер је Русија заиста наследила обавезе СССР-а (укључујући седиште у СБУН (Савет Безбедности УН), његове дугове, споразуме о неширењу оружја итд. ). Бивши директор ЦИА-е Џејмс Вулси тврдио је да су, како би споразум остао на снази, и САД и Русија морале да га прихвате и да председник Клинтон не може да га прихвати без одобрења Конгреса. Према Мицхаел Ј. Гленнону, Конгрес је признао споразум 1996. године, када је усвојио закон којим се ограничава могућност предсједника Цлинтона да измијени уговор.

## Повлачење Сједињених Држава
Џорџ В. Буш је 13. децембра 2001. обавестио Русију о повлачењу Сједињених Држава из споразума, у складу са клаузулом која је захтевала шестомесечно обавештење пре раскида пакта — први пут у новијој историји да су се Сједињене Државе повукле из великог међународног уговора о оружју. То је довело до коначног стварања Америчке агенције за противракетну одбрану .
Присталице повлачења су тврдиле да је то било неопходно како би се тестирала и изградила ограничена национална противракетна одбрана како би се Сједињене Државе заштитиле од нуклеарне уцене од стране одметничке државе . Али, повлачење је имало многе стране и домаће критичаре, који су рекли да би изградња ракетног одбрамбеног система довела до страха од првог нуклеарног удара САД, јер би ракетна одбрана могла да отупи узвратни удар који би иначе одвратио такав превентивни напад. Џон Рајнендер, преговарач о АБМ споразуму, предвидео је да ће повлачење бити „фаталан ударац“ за Споразум о неширењу и да ће довести до „света без ефективних законских ограничења за нуклеарно ширење “. Бивши амерички министар одбране Вилијам Пери такође је критиковао повлачење САД као веома лошу одлуку.

### Руски одговор
Новоизабрани руски председник Владимир Путин одговорио је на повлачење наредивши изградњу руских нуклеарних капацитета, осмишљених да уравнотежи капацитете САД, иако је приметио да не постоји непосредна опасност од повлачења САД.
Русија и Сједињене Државе потписале су Споразум о смањењу стратешког офанзивног дејства у Москви 24. маја 2002. Овај споразум налаже смањење распоређених стратешких нуклеарних бојевих глава, али без стварног налажења смањења укупне залихе бојевих глава и без икаквог механизма за спровођење.
Дана 13. јуна 2002. САД су се повукле из АБМ-а (са обавештењем 6 месеци раније). Следећег дана, Русија је одговорила изјавом да се више неће придржавати споразума о смањењу стратешког наоружања, који није ступио на снагу.
У интервјуима са Оливером Стоуном 2017. године, руски председник Владимир Путин је рекао да су, покушавајући да убеде Русију да прихвати повлачење САД из споразума, и Бил Клинтон и Џорџ В. Буш покушали, без доказа, да га убеде у нову нуклеарну претњу од Ирана .
Дана 1. марта 2018. године, руски председник Владимир Путин, у обраћању Савезној скупштини, најавио је развој серије технолошки нових „ супер оружја “ као одговор на повлачење САД из Уговора о АБМ. Његове изјаве анонимни амерички званичник под Трамповом администрацијом назвао је углавном хвалисавим неистинама. Рекао је да га је одлука САД подстакла да нареди повећање руских нуклеарних способности, осмишљених као противтежу америчким.
Још 2021, Путин је навео повлачење САД међу својим притужбама према Западу: „Покушавали смо да будемо партнери са Западом дуги низ година, али партнерство није прихваћено, није успело“, често га наводећи као једну од највећих америчких греси после Хладног рата.